# Cojmănești, Gorj
Cojmănești este un sat în comuna Slivilești din județul Gorj, Oltenia, România. Se află în comuna Slivilești.
 Acest articol despre o localitate din județul Gorj este deocamdată un ciot. Puteți ajuta Wikipedia prin completarea lui.